# Scheidlers Laufkäfer
Scheidlers Laufkäfer (Carabus scheidleri) ist eine Käferart aus der Gattung der Echten Laufkäfer (Carabus).

## Merkmale

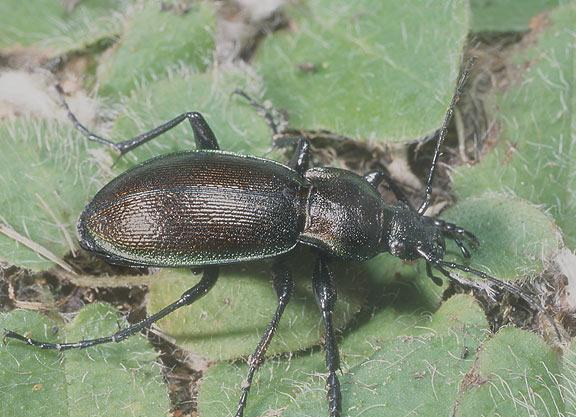
Scheidlers Laufkäfer (Carabus scheidleri)

Scheidlers Laufkäfer erreicht eine Körperlänge von 25 bis 35 Millimeter und gehört damit zu den großen Käferarten Europas. Seine Körperfärbung ist sehr variabel, wobei die Flügeldecken (Elytren) und der Halsschild leuchtend blau bis blauschwarz, kupferfarben oder braun gefärbt sein können. Die Elytren sind gleichförmig gerippt und besitzen keine Kettenreihen. Die Streifen können jedoch durch Elytrenpunkte in unterschiedlich lange Bereiche unterteilt sein.
Eine ähnliche Art ist der Feingestreifte Laufkäfer (Carabus monilis), der jedoch Kettenstreifen aufweist und einen weniger stark verengten Halsschild besitzt.

## Verbreitung
Der Käfer ist über große Gebiete Ost- und Südosteuropas von Polen und Tschechien über den südosteuropäischen Raum bis nach Deutschland in das östliche Bayern verbreitet.

## Lebensweise
Scheidlers Laufkäfer lebt vor allem in Wäldern, Flussauen, Feldern mit lehmigem Boden und in Weinbergen. Er ist nacht-, gelegentlich auch tagaktiv und jagt am Boden und in niedriger Vegetation.

## Belege
1. 1 2 3  Ekkehard Wachmann, Ralph Platen, Dieter Barndt: Laufkäfer – Beobachtung, Lebensweise. Naturbuch Verlag, Augsburg 1995, ISBN 3-89440-125-7, Seite 134